# Santos Manfredi
Santos Manfredi (Corte, isla de Córcega, Francia; 27 de abril de 1867 - Rosario, Santa Fe; 7 de noviembre de 1951) fue un político francés, estanciero argentino, propietario de más de 27.500 ha de campo en Oncativo, filántropo, fundador de la localidad de Manfredi, de la empresa Celulosa Argentina, del Mercado General de Productos Nacionales y del Rotary Club Argentino. Su estancia, La Virginia, se convirtió en un lugar de recepción para diversos políticos, intelectuales y artistas como Robustiano Patrón Costas, Miguel Ángel Cárcano, Dulce Liberal y Eduardo Martínez de Hoz, Carlos Emery, Myriam Stefford, Raúl Barón Biza, entre muchos otros.

## Biografía
Nacido en Córcega, Francia, un 27 de abril de 1867, Santos Manfredi es hijo de Joseph Manfredi y Antoinette Marie Simoni. Comienza sus estudios en Corte, pero debido a la muerte de su padre emigra a la Argentina.
El 26 de abril de 1890 a los 23 años contrae matrimonio con Severa Neto de 15 años de edad en la Iglesia de la Guardia de la Esquina, en la ciudad de Rosario.
Santos Manfredi y Julián Parr compran en 1903 a la Compañía Argentina de Tierras e Inversiones el campo conocido como Colonia Parman. Luego, subdividieron estos terrenos para arrendarlas a agricultores inmigrantes. 
En 1908 participa de la creación del Centro de Corredores de Cereales de Rosario.
En 1909 es uno de los fundadores del Mercado General de Productos Nacionales (actual Mercado a Término de Rosario, ROFEX) una entidad que ha poco de ser creada se convirtió en referente internacional, en la cual además se desempeñó como vocal (1909) y como vicepresidente (1914-1915)
Fue presidente de la Cámara Arbitral de Cereales de la Bolsa de Comercio de Rosario en 1914-1915. También se desempeñó como vocal titular de la Bolsa de Comercio de Rosario (1923, 1924, 1929) y como vocal titular de la Cámara de Defensa Comercial (1919/14, 1916/17)
En 1914 el Ing. Escauriza realiza el primer plano de un pueblo a pedido de Santos Manfredi y esta es la fecha que se toma como fundacional de la localidad de Manfredi, ubicada esta en el departamento Río Segundo, Córdoba; a 55 km de Córdoba capital. El casco de la estancia La Virginia fue proyectado por el arquitecto suizo Camus, en estilo normando, construida en 1920 por orden de Severa Neto, para esparcimiento de su esposo Santos Manfredi, propietario de esas tierras. La casa principal de la estancia, junto con el chalet donde se centran los servicios, forma un conjunto muy importante y de gran encanto, que se rodea de una parquización acorde con la misma jerarquía arquitectónica. Está emplazada enfrente de un enorme espejo de agua, que constituye el eje del paisaje que eligió el arquitecto para levantar la vivienda. Esta preocupación estética se extendió a todo el casco, cuyas construcciones auxiliares y de trabajo pertenecen a la misma concepción. Tres fueron las generaciones que disfrutaron de la placidez y belleza de este lugar. 
El 17 de agosto de 1927 por decreto del presidente de la República Francesa Gaston Doumergue, Santos Manfredi es nombrado caballero de la Legion de Honor en mérito a las extraordinarias donaciones que realizó para el bien comunitario en Córcega, como ser el hospital y el estadio de fútbol, ambos llamados en su honor Santos Manfredi.
Donó también una gran cantidad de tierras al Ministerio de Agricultura de la Nación Argentina para crear una estación experimental, donde se investigarían las posibilidades del suelo y los granos de la región, la misma comenzó a funcionar desde 1928 bajo la denominación Semillero Nacional Santos Manfredi, de esta forma los agricultores pasaron a contar con el debido asesoramiento, procediéndose a la distribución de variedades de semillas convenientemente definidas y de calidad. 
El 29 de enero de 1930 realiza la donación a la República Francesa de una casona en la Calle General Urquiza y San Martín de la ciudad de Rosario para la cede del Consulado de la República Francesa.
En el año 1936 el Rey Víctor Manuel III de Italia le nombró comendador de la Orden de los Santos Mauricio y Lázaro y el 13 de junio de 1940 Santos Manfredi devuelve la condecoración al Estado Italiano en repudio a la declaración de guerra que Italia realiza a Francia. 
En 1956 se da lugar a la creación del Instituto Nacional de Tecnología Agropecuaria (INTA). Desde entonces la Estación Experimental Agropecuaria Manfredi (EEAM) es uno de los centros más avanzados en cuanto a tecnología rural de Sudamérica.
El filántropo y estanciero argentino falleció el 7 de noviembre de 1951, a los 84 años de edad, en el hospital de Rosario tras una enfermedad. Fue enterrado el 9 de noviembre, rodeado de una inmensa multitud. Más de 5.000 personas acompañaron el féretro hasta el cementerio El Salvador, en Rosario, donde descansan sus restos.